# 高湘
高湘（?—?），字濬之，唐朝官员，高锴的儿子。
高湘擢进士第，初任长安县令，自员外郎知制诰，正拜中书舍人。咸通七年（866年）十一月，以礼部郎中李景温、吏部员外郎高湘试拔萃选人。改任右谏议大夫。咸通十二年（871年），高湘伯父高釴的儿子高湜，为礼部侍郎。高湜与路岩亲善，高湘与刘瞻相厚，路岩逐刘瞻，贬高湘为高州司马。翰林学士户部侍郎郑畋、比部郎中知制诰杨知至、礼部郎中魏纻、兵部员外张颜、刑部员外崔彦融、御史中丞孙瑝等人都被贬逐。咸通十四年（873年）九月，前谏议大夫高湘复为谏议大夫，召为太子右庶子，唐僖宗乾符初年，复为中书舍人。乾符三年（876年）九月，以中书舍人高湘权知礼部侍郎，选士得人。出为潞州大都督府长史、昭义节度、泽潞观察等使，官至江西观察使，去世。